# Anthocotye merlucci
Anthocotye merlucci är en plattmaskart. Anthocotye merlucci ingår i släktet Anthocotye och familjen Discocotylidae. Inga underarter finns listade i Catalogue of Life.